# Svein Roald Hansen
Svein Roald Hansen (født 20. august 1949 i Fredrikstad) er en norsk politiker fra Arbeiderpartiet. Han har siddet i Stortinget for Østfold siden 2001. Fra efteråret 2013 har han været Stortingets tredje vicepræsident. Han har tidligere arbejdet som journalist, redaktør, politisk rådgiver og statssekretær.